# Starving (песня)
«Starving» — песня американской певицы Хейли Стайнфелд и американского дуэта Grey при участии российско-немецкого диджея Zedd. Авторами выступили Майкл Трюарт, Кайл Трюарт, Роберт Маккерди, Кристофер Петросино и Азия Уайтакр. Выпущена 19 июля 2016 года лейблами Republic Records и Universal Music Group. Включена во второе переиздание дебютного мини-альбома Стайнфелд Haiz. Попала в топ-10 в Австралии, Канаде, Дании, Ирландии, Новой Зеландии и Великобритании и достигла 12-го места в американском чарте Billboard Hot 100.

## Предыстория
В интервью с Ириной Гречко из Nylon Стайнфелд сказала: «„Starving“ — песня о том, как узнать кого-то до такой степени, что, несмотря на то, что вы были кем-то до того, как этот человек появился, они дали вам совершенно новый взгляд на себя и на жизнь. Это идея, что с тех пор, как ты появился в моей жизни, всё изменилось, и я не знал, что всё может быть так по-другому с тех пор, как ты появился в моей жизни».

## Отзывы критиков
Кэтрин Барнер из Idolator назвала песню «мечтательным гимном подростковой романтики». Исида Брионес из Teen Vogue сказал, что песня «имеет мягкий гитарный старт и наращивается до мягкой танцевальной мелодии, идеально подходящей для сдержанной летней ночи с вашими лучшими друзьями. Благодаря запоминающемуся тексту и плавным переходам Zedd вы мгновенно уловите все слова песни, прослушав её несколько раз. Нет сомнений, что этот сингл скоро выйдет на вершину чартов, так что присоединяйтесь к нему пораньше и добавьте его в свой плейлист как можно скорее».

## Коммерческий успех
Песня попала на 96-е место в чарте Billboard Hot 100 от 20 августа 2016 года. Песня поднялась с 31 до 24 места в чарте от 15 октября 2016 года, что сделало её самым высоким синглом Стайнфелд на сегодняшний день (обойдя «Love Myself»). Она достигла 12-го места в чарте от 17 декабря 2016 года. «Starving» — второй сингл Стайнфелд в топ-40, первый Grey и пятый Zedd. В чарте Pop Songs песня попала 32-е место в чарте от 13 августа 2016 года и достигла 5-го места в чарте от 14 января 2017 года. Песня стала первопесней Стайнфелд в топ-10 в чарте в ноябре 2016 года.
В Канаде песня попала на 86-е место в чарте Billboard Canadian Hot 100 от 27 августа 2016 года. Песня достигла 9-й позиции в чарте от 14 января 2017 года, став первым синглом Стайнфелд в топ-10 в этой стране.
Песня также попала в международные чарты, став первым синглом Стайнфелд в топ-10 в нескольких чартах. Песня достигла 5-го места в Австралии,, 8-го в Дании, 8- го в Ирландии, 8-го в чарте Dutch Top 40, 5-го в Новой Зеландии, 3-го в Шотландии и 5-го в Великобритании.

## Музыкальный клип
Музыкальное клип, режиссёром которого выступил Даррен Крейг, вышло 27 сентября 2016 года. В нём показаны танцы Стайнфелд с четырьмя танцорами-мужчинами без рубашки, а также камео от Grey.

## Чарты
| Чарт (2016—2017)                       | Высшая позиция |
| -------------------------------------- | -------------- |
| Австралия (ARIA)                       | 5              |
| Австрия (Ö3 Austria Top 40)            | 31             |
| Бельгия/Фландрия (Ultratop 50)         | 20             |
| Бельгия/Валлония (Ultratop 50)         | 43             |
| Канада (Billboard Canadian Hot 100)    | 9              |
| Канада (Billboard AC)                  | 46             |
| Канада (Billboard CHR/Top 40)          | 6              |
| Канада (Billboard Hot AC)              | 21             |
| Чехия (Rádio — Top 100)                | 17             |
| Чехия (Singles Digitál Top 100)        | 10             |
| Дания (Tracklisten)                    | 8              |
| Германия (GfK)                         | 47             |
| Венгрия (Rádiós Top 40)                | 21             |
| Венгрия (Single Top 40)                | 23             |
| Ирландия (IRMA)                        | 8              |
| Италия (FIMI)                          | 39             |
| Mexico Airplay (Billboard)             | 35             |
| Нидерланды (Dutch Top 40)              | 7              |
| Нидерланды (Single Top 100)            | 11             |
| Новая Зеландия (Recorded Music NZ)     | 5              |
| Норвегия (VG-lista)                    | 11             |
| Польша (Polish Airplay Top 100)        | 63             |
| Португалия (AFP)                       | 20             |
| Шотландия (OCC Scotland)               | 3              |
| Словакия (Rádio — Top 100)             | 59             |
| Словакия (Singles Digitál Top 100)     | 18             |
| Испания (PROMUSICAE)                   | 74             |
| Швеция (Sverigetopplistan)             | 15             |
| Швейцария (Schweizer Hitparade)        | 45             |
| Великобритания (OCC UK Singles)        | 5              |
| США (Billboard Hot 100)                | 12             |
| США (Billboard Adult Pop Airplay)      | 8              |
| США (Billboard Dance Club Songs)       | 34             |
| США (Billboard Dance/Mix Show Airplay) | 12             |
| США (Billboard Pop Airplay)            | 5              |
| США (Billboard Rhythmic)               | 34             |

| Чарт (2016)                          | Позиция |
| ------------------------------------ | ------- |
| Australia (ARIA)                     | 36      |
| Canada (Canadian Hot 100)            | 88      |
| Denmark (Tracklisten)                | 82      |
| Netherlands (Dutch Top 40)           | 44      |
| Netherlands (Single Top 100)         | 72      |
| New Zealand (Recorded Music NZ)      | 49      |
| UK Singles (Official Charts Company) | 57      |
| US Billboard Hot 100                 | 94      |

| Чарт (2017)                      | Позиция |
| -------------------------------- | ------- |
| Canada (Canadian Hot 100)        | 80      |
| US Billboard Hot 100             | 82      |
| US Adult Top 40 (Billboard)      | 40      |
| US Mainstream Top 40 (Billboard) | 34      |

## Сертификации
| Регион                                                                      | Сертификация  | Продажи   |
| --------------------------------------------------------------------------- | ------------- | --------- |
| Австралия (ARIA)                                                            | 2× Платиновый | 140 000   |
| Австрия (IFPI Austria)                                                      | Платиновый    | 30 000    |
| Бельгия (BEA)                                                               | Золотой       | 10 000    |
| Бразилия (ABPD)                                                             | 3× Платиновый | 180 000   |
| Канада (Music Canada)                                                       | 4× Платиновый | 320 000   |
| Дания (IFPI Danmark)                                                        | 2× Платиновый | 180 000   |
| Франция (SNEP)                                                              | Золотой       | 66 666    |
| Германия (BVMI)                                                             | Золотой       | 200 000   |
| Италия (FIMI)                                                               | 2× Платиновый | 100 000   |
| Новая Зеландия (RMNZ)                                                       | 4× Платиновый | 120 000   |
| Португалия (AFP)                                                            | Золотой       | 5000      |
| Испания (PROMUSICAE)                                                        | Золотой       | 30 000    |
| Швеция (GLF)                                                                | Платиновый    | 40 000    |
| Великобритания (BPI)                                                        | 2× Платиновый | 1 200 000 |
| США (RIAA)                                                                  | 4× Платиновый | 4 000 000 |
| Данные о продажах + прослушиваниях приведены только на основе сертификации. |               |           |

## История релиза
| Регион         | Дата            | Формат                 | Лейбл              | Примечания |
| -------------- | --------------- | ---------------------- | ------------------ | ---------- |
| США            | 19 июля 2016    | Contemporary hit radio | Republic           | [ 78 ]     |
| Мир            | 22 июля 2016    | Цифровое скачивание    | Republic Universal | [ 79 ]     |
| США            | 4 октября 2016  | Rhythmic radio         | Republic           | [ 80 ]     |
| Великобритания | 14 октября 2016 | Contemporary hit radio | Republic           | [ 81 ]     |
| Италия         | 28 октября 2016 | Contemporary hit radio | Universal          | [ 82 ]     |